# 1234 Elyna
Az 1234 Elyna (ideiglenes jelöléssel 1931 UF) a Naprendszer kisbolygóövében található aszteroida. Karl Wilhelm Reinmuth fedezte fel 1931. október 18-án, Heidelbergben.